# Scott Reardon
Scott Reardon (nascido em 15 de maio de 1990) é um atleta paralímpico australiano. Defendeu as cores da Austrália nos Jogos Paralímpicos de Londres, em 2012, e obteve a medalha de prata na prova masculina dos 100 metros da categoria T42. Na mesma prova, em 2016, no Rio de Janeiro, vence e ganha a medalha de ouro.